# Ivan Grichine
Ivan Tikhonovich Grishin (russe : Иван Тихонович Гришин, 16 décembre 1901 - 20 juin 1951) est un colonel général de l'armée soviétique et héros de l'Union soviétique pendant la Seconde Guerre mondiale. 
Grishin s’enrôle dans l'Armée rouge pendant la guerre civile russe et combat lors de la rébellion de Tambov. Il devient officier et sort diplômé de l'Académie militaire de Frunze en 1936. En octobre 1940, il devient commandant de la 137e division de fusiliers, qu'il dirige pendant les batailles de Smolensk et de Moscou pendant la Seconde Guerre mondiale. Grishin devient chef d'état-major de la 50e armée (ru) et en avril 1943, il est transféré à un poste similaire dans la 11e armée de la Garde. Peu de temps après, il devient commandant de la 49e armée et dirige celle-ci à travers la bataille de Smolensk, l'opération Bagration, l'offensive de Prusse orientale et l'offensive de Berlin à la fin de la guerre. Durant l'Après-guerre, Grishin commande la 6e armée de la Garde. En 1946, il devient chef de l'entraînement au combat des Forces terrestres. Grishin meurt en 1951 à Moscou.